# Panamerický turnaj v ledním hokeji 2014 (ženy)
Panamerický turnaj v ledním hokeji žen 2014 byl první ročník turnaje v ledním hokeji, který byl určen pro ženské týmy z amerického kontinentu. Kanadu reprezentovaly dva výběry, USA se neúčastnila a jediným dalším účastníkem bylo domácí Mexiko. Turnaj se hrál v jedné skupině každý s každým dvakrát a následovalo ještě finále. Zápasy probíhaly od 3. do 9. března 2014 v hale Icedome v Ciudad de Mexico v Mexiku. Vítězství si připsaly hráčky prvního družstva Kanady před hráčkami Mexika a hráčkami druhého družstva Kanady.

## Výsledky

### Základní skupina
|    | skupina B  | Kanada    | Mexiko    | Kanada "B" | V | VP | PP | P | VG | OG | B  |
| F  | Kanada     | ***       | 5:0, 11:1 | 8:0, 10:1  | 4 | 0  | 0  | 0 | 34 | 2  | 12 |
| F  | Mexiko     | 0:5, 1:11 | ***       | 1:0, 3:4   | 1 | 0  | 0  | 3 | 5  | 20 | 3  |
| 3. | Kanada "B" | 0:8, 1:10 | 0:1, 4:3  | ***        | 1 | 0  | 0  | 3 | 5  | 22 | 0  |

#### Finále
|  | Finále | Kanada | 8:0 | Mexiko |